# Andrij Fedecki
Andrij Stefanowycz Fedecki (ukr. Андрій Стефанович Федецький, ros. Андрей Стефанович Федецкий, Andriej Stiefanowicz Fiediecki; ur. 5 sierpnia 1958 w Hamalijiwce, zm. 23 sierpnia 2018) – ukraiński piłkarz, grający na pozycji pomocnika, a wcześniej napastnika, trener piłkarski.

## Kariera piłkarska

### Kariera klubowa
Wychowanek SKA Lwów oraz Sportowego Internatu we Lwowie i Kijowie. Pierwszy trener - Wołodymyr Waraksin. W 1977 rozpoczął karierę piłkarską w miejscowym klubie Torpedo Łuck. Potem odbywał służbę wojskową w SKA Lwów, po czym powrócił do Torpeda. W lipcu 1986 przeszedł do Metalista Charków. W 1984 ponownie wrócił do Torpeda, który potem zmienił nazwę na Wołyń. W 1996 zakończył karierę piłkarską. Tradycję ojca kontynuuje jego syn Artem.

## Kariera trenerska
Po zakończeniu kariery piłkarskiej w sezonie 2000/01 pomagał trenować Wołyń Łuck.

## Sukcesy i odznaczenia

### Sukcesy klubowe
- finalista Pucharu ZSRR: 1983
- mistrz Wtoroj ligi ZSRR: 1988
- wicemistrz Wtoroj ligi ZSRR: 1989

### Sukcesy indywidualne
- 1. miejsce w historii Wołyni Łuck w ilości strzelonych bramek: 91[4].
- 2. miejsce w historii Wołyni Łuck w ilości rozegranych meczów: 545[5].

### Odznaczenia
- nagrodzony tytułem Mistrza Sportu ZSRR: 1983